# La Roche-Chalais
La Roche-Chalais és un municipi francès, situat al departament de la Dordonya i a la regió de la Nova Aquitània.

## Demografia
| 1962                                       | 1968  | 1975  | 1982  | 1990  | 1999  | 2007  |
| ------------------------------------------ | ----- | ----- | ----- | ----- | ----- | ----- |
| 1.254                                      | 1.379 | 2.997 | 2.951 | 2.860 | 2.804 | 2.799 |
| Des de 1962: població sense dobles comptes |       |       |       |       |       |       |

## Administració
| Període   | Identitat       | Partit |
| --------- | --------------- | ------ |
| 1953-1995 | Jean Bonnichon  |        |
| 1995-2001 | Raymond Duclaud | PS     |
| 2001-2008 | Guy Laville     | UMP    |
| 2008-     | Jacques Menut   |        |